# Autovía Lugo-Orense
La autovía Lugo-Orense o A-56 (oficialmente, Autovía Lugo-Ourense) es una autovía española que conectará la ciudad de Orense con la Autovía Lugo-Santiago de Compostela (A-54) en el municipio lucense de Guntín, a 22,9 km de la ciudad de Lugo. Está operativo un tramo de 8,8 km a la altura de Carballedo; el resto de tramos se encuentra en fase de proyecto.
Cuando esté finalizada tendrá una longitud aproximada de 66,7 kilómetros, dejando las ciudades de Lugo y Orense a un total de 89,6 km. La autovía presenta una difícil construcción debido sobre todo al escabroso relieve entre ambas provincias.

## Trazado
Su trazado comienza en el enlace este de Orense de la A-52 Autovía de las Rías Bajas donde conecta salvando el río Miño con la N-120 y la N-525, bordeando la ciudad de Orense desde el noroeste hacia el noreste conformando la nueva Variante Norte de Orense. En su trazado hacia Guntín, la autovía pasa por Chantada (provincia de Lugo), donde entronca con el CRG-2.1 (AP-53-Lalín-Chantada-Monforte) y la A-72 Autovía Monforte-Chantada, proyectada como desdoblamiento sobre el tramo de dicho corredor dirección Monforte.

## Ejecución de los tramos
Durante el año 2009 se comenzó la construcción de esta autovía entre la localidad lucense de A Barrela y la localidad orensana de San Martiño (Tramo IV).
El 23 de julio de 2010, tras meses de obras en la construcción de la plataforma, así como de los ramales de los enlaces de As Lamas y A Barrela para este tramo, los contratos fueron rescindidos y las obras paralizadas.
El 2 de junio de 2014, el secretario de Estado de Infraestructuras, Transportes y Vivienda del Ministerio de Transportes, Movilidad y Agenda Urbana, compareciendo en el Senado, manifestó la consideración de esta infraestructura como «prioritaria» y su voluntad de «agilizar» la licitación de los tramos orensanos, no precisando fechas ni plazos, ni haciendo referencia a las obras iniciadas y paralizadas en el tramo lucense.
El 30 de marzo de 2015 se inauguraban los primeros tramos de la A-54 Autovía Santiago-Lugo, conectando por autovía la ciudad de Lugo con la población de Guntín, dónde concluye el Tramo VIII de esta infraestructura. Las autoridades del Ministerio de Transportes, Movilidad y Agenda Urbana no han hecho ningún tipo de pronunciamiento en firme acerca del futuro de las obras que se encuentran paralizadas tras más de cinco años desde su paralización en esta infraestructura.
El 29 de julio de 2015, el Ministerio de Transportes, Movilidad y Agenda Urbana anunció que retomaría las obras suspendidas en el tramo A Barrela (norte)-San Martiño. Finalmente fue puesto en servicio el 23 de septiembre de 2020. El resto de los tramos, algunos esta en proceso de estudio informativo y pendiente de la actualización de los proyectos caducados. Va a ejecutar las obras del primer subtramo de la Variante Norte de Orense.

## Gasto público
Durante los años 2010 a 2014 fueron asignados en los Presupuestos Generales del Estado un total de 6,6 millones de euros, que no llegaron a ejecutarse salvo para labores de vigilancia en el tajo paralizado. Durante el año 2015 se asignaron un total de 5 millones de euros.
Tras la paralización de las obras se pretende por parte del Ministerio de Fomento desarrollar esta infraestructura por la fórmula de Colaboración Público-Privada.
El gasto total en obra certificada hasta la paralización de las mismas, alcanzó la cantidad de 4,32 millones de euros sin incluir los costes de los estudios informativos, redacción de proyectos ni expropiaciones.

## Tramos
| Denominación | Tramo                                                           | Kilómetros | Año servicio / Estado (2025)                                                                                             |
| ------------ | --------------------------------------------------------------- | ---------- | --- |
|              | Guntín - Narón                                                  | 7,6        | Proyecto caducado (pendiente actualización nuevo proyecto)                                                               |
|              | Narón - Taboada                                                 | 12         | Proyecto caducado (pendiente actualización nuevo proyecto)                                                               |
|              | Taboada - Enlace de Chantada Norte                              | 9          | Proyecto caducado (pendiente actualización nuevo proyecto)                                                               |
|              | Enlace de Chantada Norte - Enlace de A Barrela Norte            | 10,3       | Proyecto caducado (pendiente actualización nuevo proyecto)                                                               |
| A-56         | Enlace de A Barrela Norte - San Martiño                         | 8,8        | 2020 |
|              | San Martiño - Enlace de Cambeo                                  | 9,2        | Proyecto suspendido y paralizado (rescisión de proyecto) (pendiente relicitación de nuevo proyecto)                      |
|              | Enlace de Cambeo - Enlace de Casilla (Orense Norte)             | 8,5        | Proyecto terminado (aprobado definitivamente y sometido a información pública) (pendiente licitación de obras)           |
|              | Variante Norte de Orense Subtramo: Enlace de Casilla - Quintela | 3,1        | Proyecto terminado (aprobado provisionalmente y pendiente someter a información pública) (pendiente licitación de obras) |
|              | Variante Norte de Orense Subtramo: Quintela - Eirasvedras       | 1,7        | En obras (apertura retrasada al 2026 o 2027)                                                                             |

## Trazado
| Número de Salida | Nombre de Salida                        | Carretera que enlaza |
| ---------------- | --------------------------------------- | -------------------- |
|                  | A Barrela                               | N-540                |
|                  | Lugo - Guntín                           | N-540                |
| 42               | A Barrela Castro - Peares               | LU-901 LU-P-1001     |
| 48               | Cea - Carballino Santiago de Compostela | OU-901 N-525 AP-53   |
|                  | San Martiño                             | OU-901               |